# FA Cup 1922/23

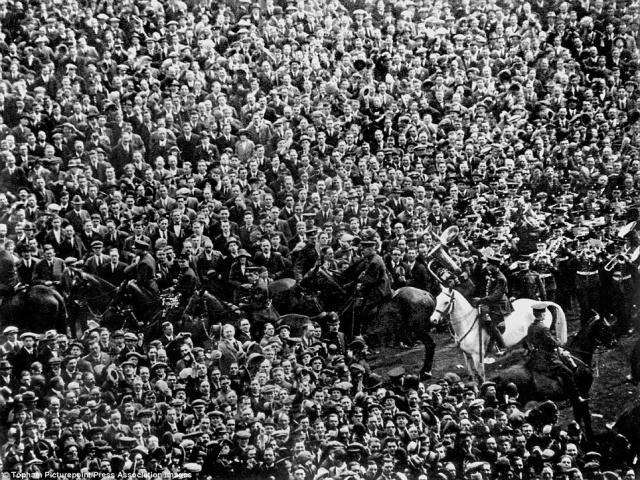
Das Spiel ging als „White Horse Final“ in die Geschichte ein, nachdem eine Reiterstaffel mit dem weißen Pferd „Billie“ die Anhänger vom Feld vertrieben hatte.

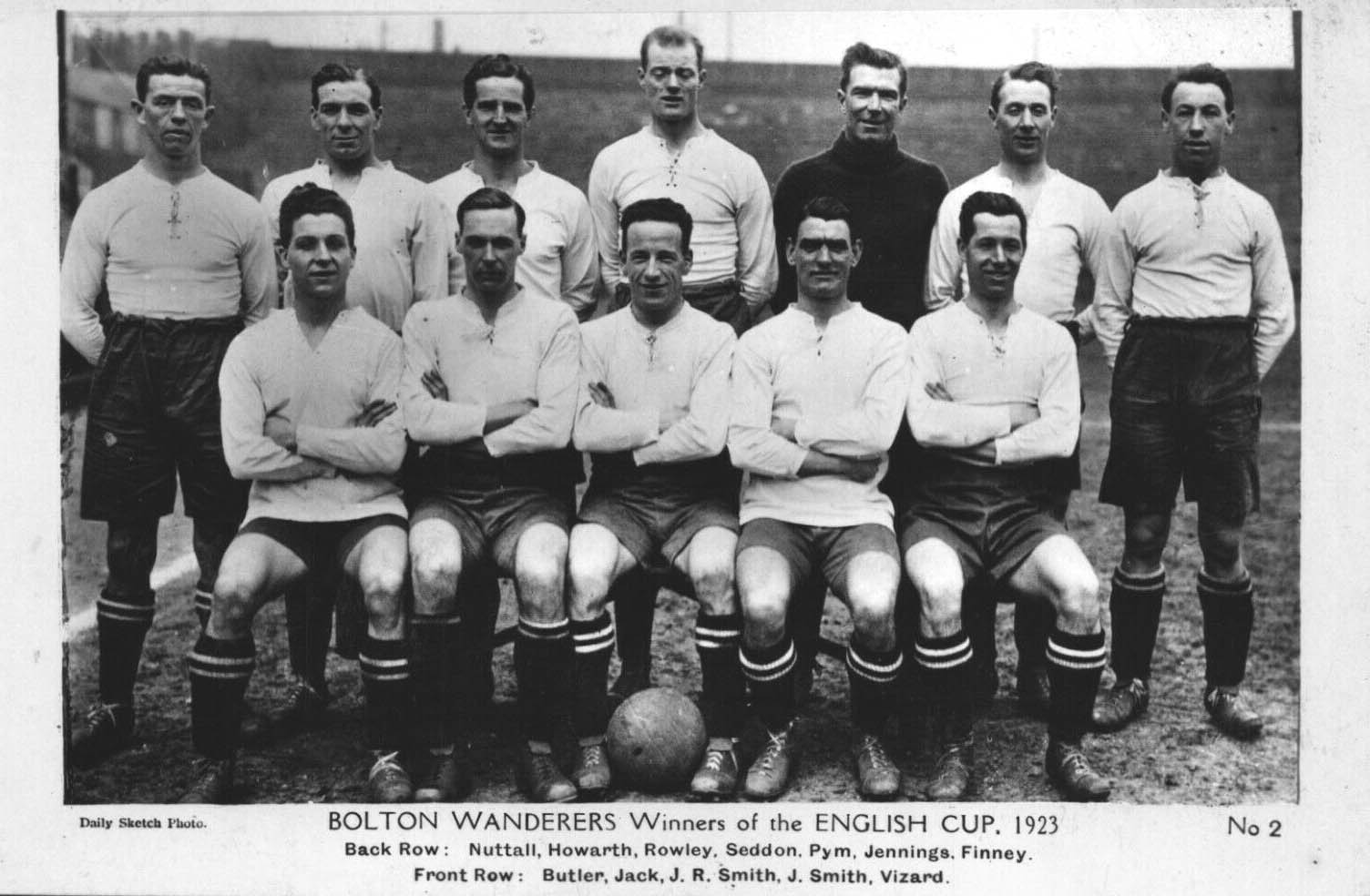
Die Siegermannschaft der Bolton Wanderers im Jahr 1923.

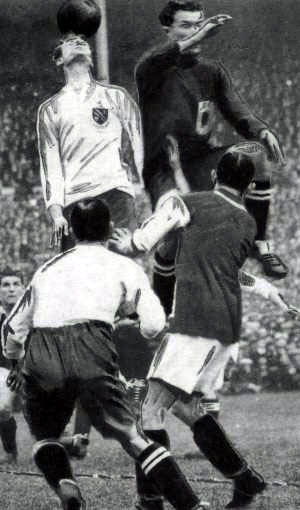
Spielszene mit Boltons Torwart Dick Pym aus dem 1923 FA-Cup-Finale.

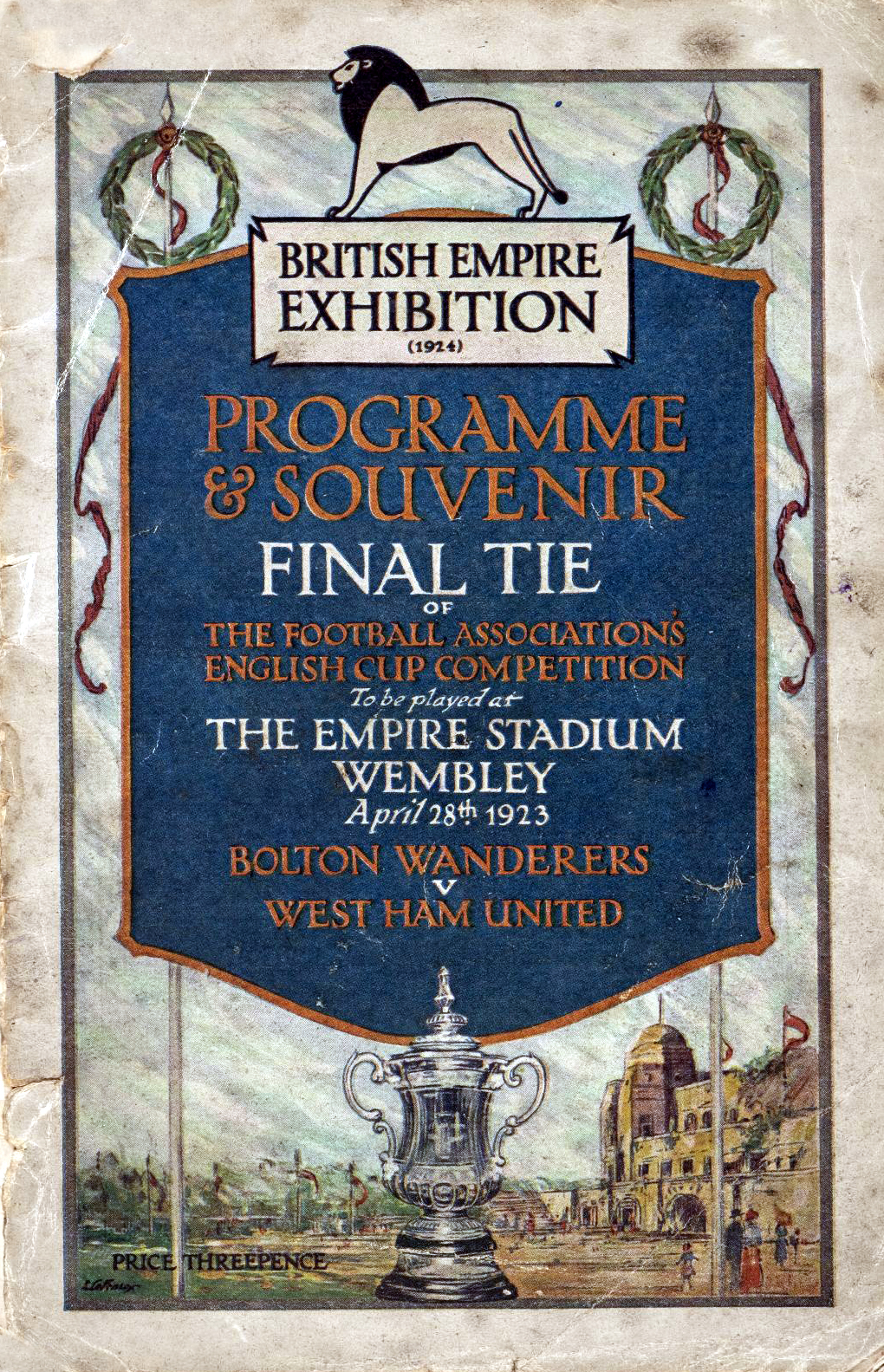
Das Spielprogramm des FA-Cup-Finals von 1923.

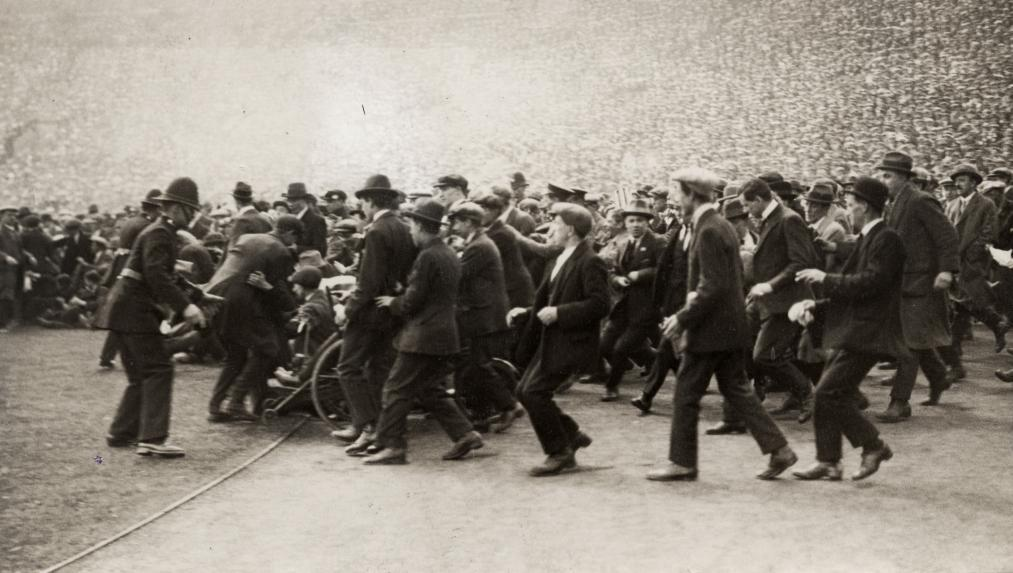
Im überfüllten neuen Wembley-Stadion drangen die Zuschauer aufs Spielfeld.

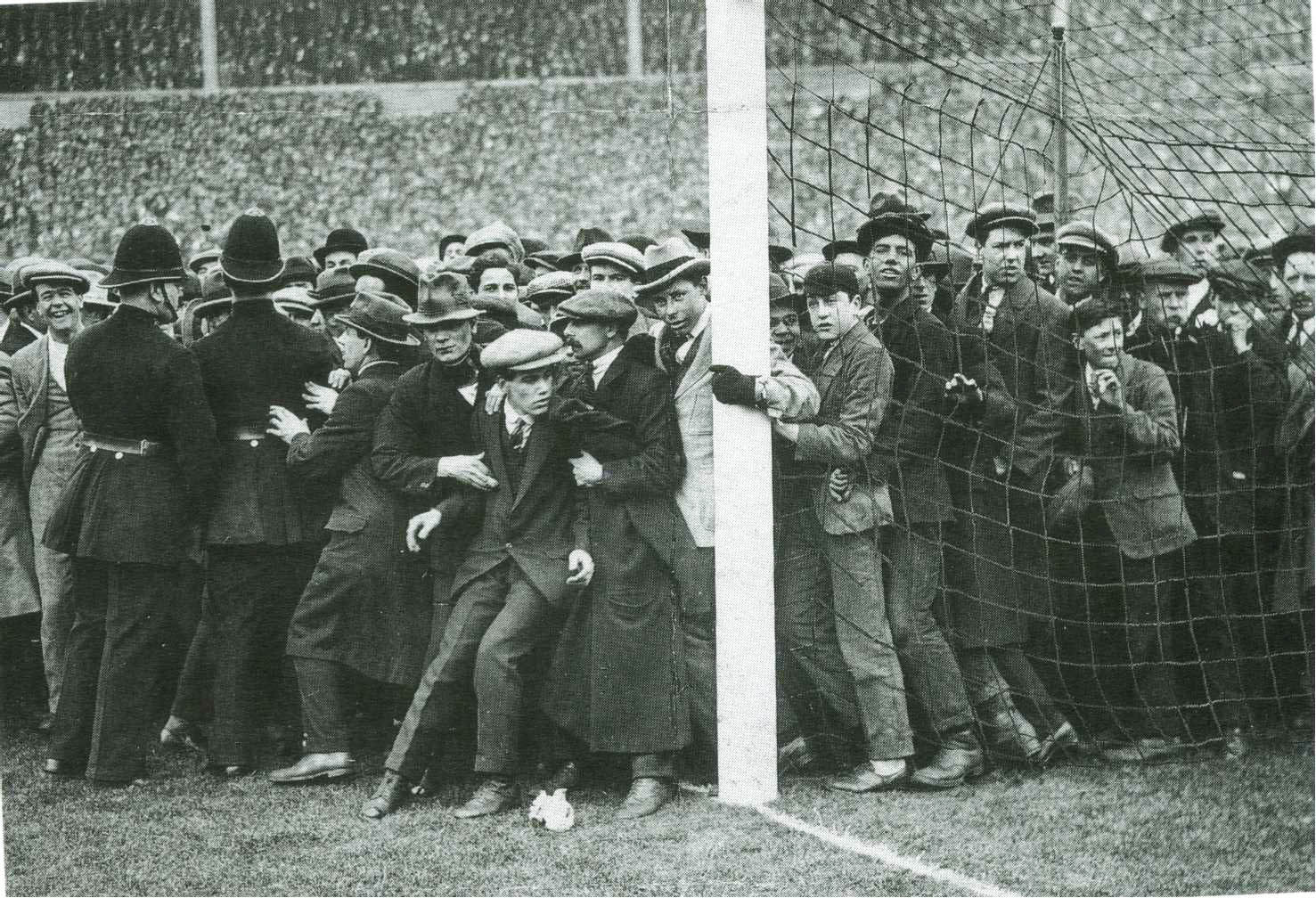
Ein weiteres Foto von Zuschauern im überfüllten Wembley-Stadion.

Der FA Cup 1922/23 war die 48. Austragung des The Football Association Challenge Cup (meist als FA Cup bekannt).
Der Pokalwettbewerb startete mit der Qualifikation zwischen dem 9. September 1922 und dem 20. Dezember 1922. Die Hauptrunde begann anschließend ab dem 13. Januar 1923 und endete mit dem Finale in Wembley in London am 28. April 1923 vor einer Kulisse von offiziell 126.047 Zuschauern. Sieger des Wettbewerbs wurden zum ersten Mal die Bolton Wanderers. Unterlegener Finalist war West Ham United.

## Wettbewerb

### Erste Hauptrunde
| Datum           |                        | Ergebnis |                         |
| --------------- | ---------------------- | -------- | ----------------------- |
| 13. Januar 1923 | Aberdare Athletic      | 1:3      | Preston North End       |
| 13. Januar 1923 | Aston Villa            | 0:1      | Blackburn Rovers        |
| 13. Januar 1923 | Blyth Spartans         | 0:3      | FC Stoke                |
| 13. Januar 1923 | Bradford City          | 1:1      | Manchester United       |
| 13. Januar 1923 | Brighton & Hove Albion | 1:1      | Corinthian FC           |
| 13. Januar 1923 | Bristol City           | 5:1      | AFC Wrexham             |
| 13. Januar 1923 | FC Bury                | 2:1      | Luton Town              |
| 13. Januar 1923 | Cardiff City           | 1:1      | FC Watford              |
| 13. Januar 1923 | FC Chelsea             | 1:0      | Rotherham County        |
| 13. Januar 1923 | Clapton Orient         | 0:2      | FC Millwall             |
| 13. Januar 1923 | Derby County           | 2:0      | FC Blackpool            |
| 13. Januar 1923 | FC Everton             | 1:1      | Bradford Park Avenue    |
| 13. Januar 1923 | Huddersfield Town      | 2:1      | Birmingham City         |
| 13. Januar 1923 | Hull City              | 2:3      | West Ham United         |
| 13. Januar 1923 | Leicester City         | 4:0      | FC Fulham               |
| 13. Januar 1923 | FC Liverpool           | 0:0      | FC Arsenal              |
| 13. Januar 1923 | Manchester City        | 1:2      | Charlton Athletic       |
| 13. Januar 1923 | Merthyr Town           | 0:1      | Wolverhampton Wanderers |
| 13. Januar 1923 | Newcastle United       | 0:0      | FC Southampton          |
| 13. Januar 1923 | Norwich City           | 0:2      | Bolton Wanderers        |
| 13. Januar 1923 | Nottingham Forest      | 0:0      | Sheffield United        |
| 13. Januar 1923 | Oldham Athletic        | 0:1      | FC Middlesbrough        |
| 13. Januar 1923 | Plymouth Argyle        | 0:0      | Notts County            |
| 13. Januar 1923 | FC Portsmouth          | 0:0      | Leeds United            |
| 13. Januar 1923 | Queens Park Rangers    | 1:0      | Crystal Palace          |
| 13. Januar 1923 | The Wednesday          | 3:0      | AFC New Brighton        |
| 13. Januar 1923 | FC South Shields       | 3:1      | Halifax Town            |
| 13. Januar 1923 | AFC Sunderland         | 3:1      | FC Burnley              |
| 13. Januar 1923 | Swindon Town           | 0:0      | FC Barnsley             |
| 13. Januar 1923 | Tottenham Hotspur      | 0:0      | Worksop Town            |
| 13. Januar 1923 | West Bromwich Albion   | 0:0      | Stalybridge Celtic      |
| 13. Januar 1923 | Wigan Borough          | 4:1      | Bath City               |

#### Wiederholungsspiele
| Datum           |                        | Ergebnis |                        |
| --------------- | ---------------------- | -------- | ---------------------- |
| 15. Januar 1923 | Tottenham Hotspur      | 9:0      | Worksop Town           |
| 17. Januar 1923 | FC Arsenal             | 1:4      | FC Liverpool           |
| 17. Januar 1923 | Bradford Park Avenue   | 1:0      | FC Everton             |
| 17. Januar 1923 | Corinthian FC          | 1:1      | Brighton & Hove Albion |
| 17. Januar 1923 | Leeds United           | 3:1      | FC Portsmouth          |
| 17. Januar 1923 | Manchester United      | 2:0      | Bradford City          |
| 17. Januar 1923 | Notts County           | 0:1      | Plymouth Argyle        |
| 17. Januar 1923 | Sheffield United       | 0:0      | Nottingham Forest      |
| 17. Januar 1923 | FC Southampton         | 3:1      | Newcastle United       |
| 17. Januar 1923 | Stalybridge Celtic     | 0:2      | West Bromwich Albion   |
| 17. Januar 1923 | FC Watford             | 2:2      | Cardiff City           |
| 18. Januar 1923 | FC Barnsley            | 2:0      | Swindon Town           |
| 22. Januar 1923 | Brighton & Hove Albion | 1:0      | Corinthian FC          |
| 22. Januar 1923 | Cardiff City           | 2:1      | FC Watford             |
| 22. Januar 1923 | Nottingham Forest      | 1:1      | Sheffield United       |
| 23. Januar 1923 | Sheffield United       | 1:0      | Nottingham Forest      |

### Zweite Hauptrunde
| Datum           |                         | Ergebnis |                      |
| --------------- | ----------------------- | -------- | -------------------- |
| 3. Februar 1923 | Bolton Wanderers        | 3:1      | Leeds United         |
| 3. Februar 1923 | Brighton & Hove Albion  | 1:1      | West Ham United      |
| 3. Februar 1923 | Bristol City            | 0:3      | Derby County         |
| 3. Februar 1923 | FC Bury                 | 3:1      | FC Stoke             |
| 3. Februar 1923 | Charlton Athletic       | 2:0      | Preston North End    |
| 3. Februar 1923 | FC Chelsea              | 0:0      | FC Southampton       |
| 3. Februar 1923 | Leicester City          | 0:1      | Cardiff City         |
| 3. Februar 1923 | FC Middlesbrough        | 1:1      | Sheffield United     |
| 3. Februar 1923 | FC Millwall             | 0:0      | Huddersfield Town    |
| 3. Februar 1923 | Plymouth Argyle         | 4:1      | Bradford Park Avenue |
| 3. Februar 1923 | The Wednesday           | 2:1      | FC Barnsley          |
| 3. Februar 1923 | FC South Shields        | 0:0      | Blackburn Rovers     |
| 3. Februar 1923 | Tottenham Hotspur       | 4:0      | Manchester United    |
| 3. Februar 1923 | West Bromwich Albion    | 2:1      | AFC Sunderland       |
| 3. Februar 1923 | Wigan Borough           | 2:4      | Queens Park Rangers  |
| 3. Februar 1923 | Wolverhampton Wanderers | 0:2      | FC Liverpool         |

#### Wiederholungsspiele
| Datum           |                   | Ergebnis |                        |
| --------------- | ----------------- | -------- | ---------------------- |
| 7. Februar 1923 | Blackburn Rovers  | 0:1      | FC South Shields       |
| 7. Februar 1923 | Huddersfield Town | 3:0      | FC Millwall            |
| 7. Februar 1923 | FC Southampton    | 1:0      | FC Chelsea             |
| 7. Februar 1923 | West Ham United   | 1:0      | Brighton & Hove Albion |
| 8. Februar 1923 | Sheffield United  | 3:0      | FC Middlesbrough       |

### Dritte Hauptrunde
| Datum            |                     | Ergebnis |                      |
| ---------------- | ------------------- | -------- | -------------------- |
| 24. Februar 1923 | FC Bury             | 0:0      | FC Southampton       |
| 24. Februar 1923 | Cardiff City        | 2:3      | Tottenham Hotspur    |
| 24. Februar 1923 | Charlton Athletic   | 1:0      | West Bromwich Albion |
| 24. Februar 1923 | Derby County        | 1:0      | The Wednesday        |
| 24. Februar 1923 | Huddersfield Town   | 1:1      | Bolton Wanderers     |
| 24. Februar 1923 | FC Liverpool        | 1:2      | Sheffield United     |
| 24. Februar 1923 | Queens Park Rangers | 3:0      | FC South Shields     |
| 24. Februar 1923 | West Ham United     | 2:0      | Plymouth Argyle      |

#### Wiederholungsspiele
| Datum            |                  | Ergebnis |                   |
| ---------------- | ---------------- | -------- | ----------------- |
| 28. Februar 1923 | Bolton Wanderers | 1:0      | Huddersfield Town |
| 28. Februar 1923 | FC Southampton   | 1:0      | FC Bury           |

### Vierte Hauptrunde
| Datum         |                     | Ergebnis |                  |
| ------------- | ------------------- | -------- | ---------------- |
| 10. März 1923 | Charlton Athletic   | 0:1      | Bolton Wanderers |
| 10. März 1923 | Queens Park Rangers | 0:1      | Sheffield United |
| 10. März 1923 | FC Southampton      | 1:1      | West Ham United  |
| 10. März 1923 | Tottenham Hotspur   | 0:1      | Derby County     |

#### Wiederholungsspiele
| Datum         |                 | Ergebnis |                |
| ------------- | --------------- | -------- | -------------- |
| 14. März 1923 | West Ham United | 1:1      | FC Southampton |
| 19. März 1923 | West Ham United | 1:0      | FC Southampton |

### Halbfinale
Die beiden Spiele wurden am 24. März 1923 ausgetragen.
|                  | Ergebnis |                  | Ort        |
| ---------------- | -------- | ---------------- | ---------- |
| Bolton Wanderers | 1:0      | Sheffield United | Manchester |
| West Ham United  | 5:2      | Derby County     | London     |

### Finale
| Bolton Wanderers                            | Bolton Wanderers | West Ham United | West Ham United |
| ------------------------------------------- | --- | --- | --------------- |
| Bolton Wanderers                            | \| Finale \| \| Samstag, 28. April 1923 in London (Wembley) \| \| Ergebnis: 2:0 (1:0) \| \| Zuschauer: 126.047 \| \| Schiedsrichter: D. H. Asson \| \| Spielbericht \|         | \| Finale \| \| Samstag, 28. April 1923 in London (Wembley) \| \| Ergebnis: 2:0 (1:0) \| \| Zuschauer: 126.047 \| \| Schiedsrichter: D. H. Asson \| \| Spielbericht \|       | West Ham United |
| Bolton Wanderers                            | Dick Pym – Bob Haworth, Alex Finney – Harry Nuttall, Jimmy Seddon, Billy Jennings – Billy Butler, David Jack, Jack Smith, Joe Smith, Ted Vizard Cheftrainer: Charles Foweraker | Ted Hufton – Billy Henderson, Jack Young – Sid Bishop, George Kay, Jack Tresadern – Dick Richards, Billy Brown, Vic Watson, Billy Moore, Jimmy Ruffell Cheftrainer: Syd King | West Ham United |
| Bolton Wanderers                            | 1:0 David Jack (2.) 2:0 Jack Smith (53.) | | West Ham United |
| Finale                                      | | |                 |
| Samstag, 28. April 1923 in London (Wembley) | | |                 |
| Ergebnis: 2:0 (1:0)                         | | |                 |
| Zuschauer: 126.047                          | | |                 |
| Schiedsrichter: D. H. Asson                 | | |                 |
| Spielbericht                                | | |                 |